# Dianthus vladimiri
Dianthus vladimiri är en nejlikväxtart som beskrevs av Anatol I. Galushko. Dianthus vladimiri ingår i släktet nejlikor, och familjen nejlikväxter. Inga underarter finns listade i Catalogue of Life.